# Toilettenmann

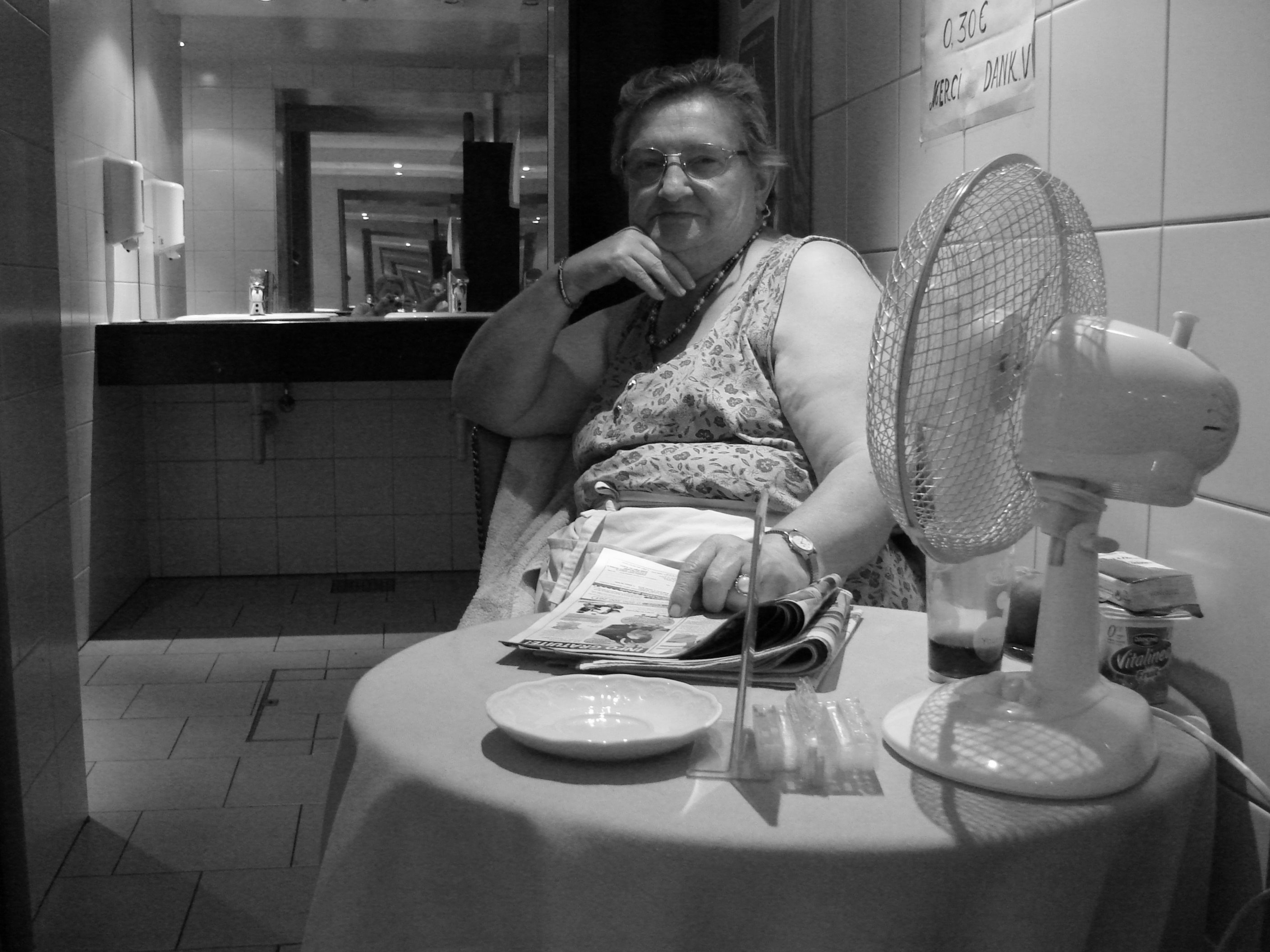
Eine Toilettenfrau im Eingangsbereich einer WC-Anlage in Brüssel

Toilettenfrau oder Toilettenmann (auch Klofrau oder Klomann) bezeichnet Arbeitnehmer oder selbstständig Tätige, deren Aufgabe es ist, die Toiletten in öffentlich zugänglichen WC-Anlagen sauber zu halten. Toilettenfrau/Toilettenmann ist keine Berufsbezeichnung, sondern es handelt sich um unausgebildete Hilfsarbeitskräfte.

## Tätigkeit und Einsatzorte
Die Hauptaufgabe ist, für die Sauberkeit in Toiletten zu sorgen und die Toiletten zu reinigen. Gleichzeitig nehmen sie eine Aufsichtsfunktion ein, um die Anlagen vor Vandalismus zu schützen. In der Regel sitzt die Toilettenfrau/Toilettenmann im Eingangsbereich der Toiletten und erwartet ein Trinkgeld, das die Gäste in einen Teller oder ähnlichen Behälter werfen. Das eingenommene Geld wird auch als Tellergeld bezeichnet. Einsatzorte sind öffentliche WC-Anlagen (auch Bedürfnisanstalt), mobile Toiletten bei Veranstaltungen, Kaufhäuser oder in der Gastronomie.

## Sonstiges
Ein Streitthema bei der Tätigkeit ist, wer das eingenommene Trinkgeld bekommt. Oft behält das Geld der Arbeitgeber. In einem Streitfall im Einkaufszentrum Centro hat eine Reinigungsfirma einer Toilettenaufsicht ihren Anteil an den Sammelteller-Einnahmen verweigert. Die Frau klagte dagegen und konnte sich vor Gericht durchsetzen.
Der Kabarettist Dave Davis entwickelte die Kunstfigur des Toilettenmannes Motombo Umbokko und benutzte diese Figur bis 2014.